# 대니얼 본 바겐
대니얼 본바건(Daniel von Bargen, 영어 발음: /ˈbɑːrɡən/, 1950년 6월 5일 ~ 2015년 3월 1일)은 미국의 배우이다.
신시내티에서 태어났으며 해밀턴군에서 사망하였다.

## 출연 작품
- 런던 베티 (2009년)
- 해안선 (2002년)
- 시몬 (2002년)
- 슈퍼 트루퍼스 (2001년) - 경찰서장 브루스 그레이디 역
- 마제스틱 (2001년)
- 키드 (2000년)
- 오 형제여 어디 있는가 (2000년)
- 샤프트 (2000년)
- 삼나무에 내리는 눈 (1999년)
- 유니버셜 솔저 2 - 그 두번째 임무 (1999년)
- 장군의 딸 (1999년) - 경찰서장 야들리 역
- 인퍼노 (1998, Inferno)
- 데저트 블루 (1998년)
- 시빌 액션 (1998년)
- 패컬티 (1998년) - 미스터 존 테이트 역
- 트러블 온 더 코너 (1997년)
- 포스트맨 (1997년) - 브리스코 보안관 역
- 아미스타드 (1997년) - 워든 펜들튼 역
- 지. 아이. 제인 (1997년)
- 라이팅 온 더 월 (1996년)
- 시너 (1996년)
- 뉴욕 광시곡 (1996년)
- 브로큰 애로우 (1996년)
- 비포 앤 애프터 (1996년)
- 트루먼 (1995년)
- 로드 오브 일루션 (1995년)
- 크림슨 타이드 (1995년)
- 아이큐 (1994년)
- 최후의 표적 (1993, The Last Hit)
- K9 캅스 (1993년)
- 스캠 - 사기 방정식 (1993년)
- 세인트 오브 뉴욕 (1993년)
- 떠오르는 태양 (1993년)
- 로보캅 3 (1993년)
- 그림자와 안개 (1992년)
- 원초적 본능 (1992년) - Lt. 마티 닐슨 역
- 동업자 (1991년)
- 탐정 스펜서 (1985년)

### 텔레비전
- 로앤오더 (1991-2004)
- 사인펠드 (1997-98)
- 웨스트 윙 (2000)
- 말콤네 좀 말려줘 (2000-02)